# Ctenocella sasappo
Ctenocella sasappo is een zachte koraalsoort uit de familie Ellisellidae. De koraalsoort komt uit het geslacht Ctenocella. Ctenocella sasappo werd in 1766 voor het eerst wetenschappelijk beschreven door Pallas. 